# 밀턴 휴메이슨
밀턴 래슬 휴메이슨(영어: Milton Lasell Humason, 1891년 8월 19일 ~ 1972년 6월 18일)는 미국의 천문학자다.
휴메이슨은
윌슨 천문대가 건설 당시 망원경의 기계장비와 광학설비 등 거대한 부품들을 산 정상으로 옮기는 노새 몰이꾼으로 고용되어 윌슨 천문대에서 1917년부터 천문대의 전기공 보조원, 건물관리인, 청소부 일을 했다.
자신이 힘들여 윌슨산으로 운반한 각종 기계와 망원경이 있어 호기심으로 관측장비들에 대한 궁금증이 망원경을 능숙하게 다룰줄 알게 되었고, 관측에 관한 기술적인 것을 습득해 갔다.
그러던중 야간 관측 보조원의 결원이 생기자 망원경을 조작하고 관측자를 보조하는 직원으로 1919년 조지 엘러리 헤일 (George Ellery Hale)은 그를 보조 연구원으로 정식 채용했다.
.
옥스퍼드대학에서 1년간 영국유학을 마치고 에드윈 허블 (Edwin Hubble, Edwin Powell Hubble)을 만나게 된 휴메이슨은 허블과 함께 로웰 천문대의 베스토 슬라이퍼(Vesto Slipher)를 따라서 먼 은하들의 분광사진을 연구하기 시작하기 얼마 지나지 않아 양질의 은하
스펙트럼을 얻는데 휴메이슨이 전 세계 어느 천문학자보다 유능한 인물임이 판명되어 윌슨산 천문대의 정식 연구원이 되었다.
휴메이슨과 허블은 먼 은하들의 스펙트럼이 모두 적색이동을 보이며 더욱 놀라운 것은, 적색이동의 정도가 은하까지의 거리에 비례하여 증가한다는 사실을 밝혀낸다. 우주가 팽창하기 때문에 은하들은 서로 멀어질 수 밖에 없는 것이고 더 멀리 있는 은하일 수록 더 빠른 속력으로 후퇴한다는 휴메이슨과 허블의 발견은 특히 우주의 팽창과 대폭발 이론 즉, 빅뱅이론은 은하들의 후퇴운동을 도플러효과에 따른 흡수 스펙트럼의 적색이동으로 설명할 수 있다는 해석에 그 바탕을 두고 있는 현대우주론의 거의 대부분을 입증하고 있다.

우주팽창을 설명하는 증거는 적색이동을 도플러 효과로 해석하여 은하들의 후퇴현상뿐만 아니라, 우주 배경복사도 우주의 팽창을 설명하는 중요한 관측 사실이다.

1961년에 밀턴 휴메이슨이 거대 혜성을 발견했는데 휴메이슨 혜성(Comet Humason, C/1961 R1)이라 명명되었고 밝기(절대등급)는 +1.5이며, 이는 모든 혜성 중에서 실제 밝기가 10번째로 밝은 수준이다. 겉보기 등급은 관측 당시 기준으로 최대밝기 +6이다. 주기 2,940년이다. 핵의 지름은 41km에 육박했다.

이 혜성은 1908년 발견된 모어하우스 혜성(C/1908 R1)처럼 심하게 왜곡된 모양을 가진 것으로 유명하며, CO+ 이온 스펙트럼이 강하게 검출된 것으로 또 유명하다. 근일점은 2.133AU로 다른 혜성에 비해 상당히 먼 수준이다.